# Henflingen
Henflingen est une  commune française située dans le département du Haut-Rhin, en région Grand Est. 
Cette commune se trouve dans la région historique et culturelle d'Alsace et est devenue, le 1er janvier 2016, une commune déléguée de la commune nouvelle d'Illtal.

## Histoire

### Toponymie
Henfflingen (1351 & 1421), Hänflingen (1451), Hempfling (1576), Hemflingen (1793), Henfflingen (1801).

### Héraldique
| Blason d'Henflingen | Les armes d'Henflingen se blasonnent ainsi : « De gueules au linot contourné d'argent. » |

## Politique et administration
| Période                                  | Période            | Identité                                    | Étiquette | Qualité     |
| ---------------------------------------- | ------------------ | ------------------------------------------- | --------- | ----------- |
| mars 1983 mars 1995 mars 2001            | 1995 2001 en cours | Clément Gabriel Robert Muller Alain Schmitt |           | Maire Maire |
| Les données manquantes sont à compléter. |                    |                                             |           |             |

## Démographie
L'évolution du nombre d'habitants est connue à travers les recensements de la population effectués dans la commune depuis 1793. À partir du 1er janvier 2009, les populations légales des communes sont publiées annuellement dans le cadre d'un recensement qui repose désormais sur une collecte d'information annuelle, concernant successivement tous les territoires communaux au cours d'une période de cinq ans. 
Pour les communes de moins de 10 000 habitants, une enquête de recensement portant sur toute la population est réalisée tous les cinq ans, les populations légales des années intermédiaires étant quant à elles estimées par interpolation ou extrapolation. Pour la commune, le premier recensement exhaustif entrant dans le cadre du nouveau dispositif a été réalisé en 2005,.
En 2013, la commune comptait 210 habitants, en évolution de +8,81 % par rapport à 2008 (Haut-Rhin : +1,54 %, France hors Mayotte : +2,49 %).
| 1793 | 1800 | 1806 | 1821 | 1831 | 1836 | 1841 | 1846 | 1851 |
| ---- | ---- | ---- | ---- | ---- | ---- | ---- | ---- | ---- |
| 118  | 129  | 151  | 161  | 166  | 168  | 166  | 193  | 185  |

| 1856 | 1861 | 1866 | 1871 | 1875 | 1880 | 1885 | 1890 | 1895 |
| ---- | ---- | ---- | ---- | ---- | ---- | ---- | ---- | ---- |
| 168  | 178  | 180  | 179  | 161  | 140  | 144  | 153  | 137  |

| 1900 | 1905 | 1910 | 1921 | 1926 | 1931 | 1936 | 1946 | 1954 |
| ---- | ---- | ---- | ---- | ---- | ---- | ---- | ---- | ---- |
| 155  | 143  | 133  | 130  | 139  | 135  | 118  | 133  | 137  |

| 1962 | 1968 | 1975 | 1982 | 1990 | 1999 | 2005 | 2010 | 2013 |
| ---- | ---- | ---- | ---- | ---- | ---- | ---- | ---- | ---- |
| 126  | 116  | 121  | 130  | 135  | 173  | 186  | 198  | 210  |